# Szélesfarkú tüskecsőr
A szélesfarkú tüskecsőr (Acanthiza apicalis) a madarak osztályának verébalakúak (Passeriformes) rendjébe, az ausztrálposzáta-félék (Acanthizidae) családjába tartozó  faj.

## Rendszerezése
A fajt John Gould angol ornitológus írta le 1847-ben.

## Alfajai
- Acanthiza apicalis albiventris North, 1904
- Acanthiza apicalis apicalis Gould, 1847
- Acanthiza apicalis cinerascens Schodde & I. J. Mason, 1999
- Acanthiza apicalis whitlocki North, 1909[2]

## Előfordulása
Ausztrália nagy részén honos. Természetes élőhelyei a szubtrópusi és trópusi síkvidéki esőerdők, lombhullató erdő, mérsékelt övi erdők, szavannák és cserjések, valamint szántók és vidéki kertek.

## Megjelenése
Testhossza 9–11,5 centiméter, testtömege 7 gramm.
|  |

## Életmódja
Rovarokkal táplálkozik, de fogyaszt magvakat is.

## Természetvédelmi helyzete
Az elterjedési területe rendkívül nagy, egyedszáma ugyan csökken, de még nem éri el a kritikus szintet. A Természetvédelmi Világszövetség Vörös listáján nem fenyegetett fajként szerepel.